# Свети Ефрем Сириец (Кондариотиса)
„Свети Ефрем“ (на гръцки: Οσίου Εφραίμ) е православен женски манастир в катеринското село Кондариотиса, Егейска Македония, Гърция. Основан е в 1983 година и е основно поклонническо място в района. От 1985 година официално е под управлението на Китроската, Катеринска и Платамонска епархия на Вселенската патриаршия.